# Перепис населення США (1800)
Перепис населення США (1800) (англ. 1800 United States census) — другий Перепис населення США, проведений 4 серпня 1800.
Перепис показав, що з 5 308 483 осіб, що проживали на території США, 893 602 були рабами. Перепис населення (1800) проходив також у новому Окрузі Колумбія. Результати перепису в штатах Джорджія, Кентуккі, Нью-Джерсі, Теннессі та Вірджинія були загублені.

## Питання
При перепису (1800) ставилися такі питання:
1. Ім'я глави сімейства
2. Число вільних білих чоловіків молодших 10 років
3. Число вільних білих чоловіків у віці 10—16 років
4. Число вільних білих чоловіків у віці 16—26 років
5. Число вільних білих чоловіків у віці 26—45 років
6. Число вільних білих чоловіків старших 45 років
7. Число вільних білих жінок молодших 10 років
8. Число вільних білих жінок у віці 10—16
9. Число вільних білих жінок у віці 16—26
10. Число вільних білих жінок у віці 26—45
11. Число вільних білих жінок старших 45 років
12. Всі інші вільні люди
13. Число рабів[1]

Цей перепис один з тих небагатьох, оригінальної інформації про якого більше не існує. Оригінальні результати для штатів Джорджія, Кентуккі, Міссісіпі, Нью-Джерсі, Теннессі та Вірджинія були загублені з часом.

## Доступність інформації
Інформація по кожному громадянину, який брав участь у перепису 1800 року, не збереглося, але загальна інформація по невеликих територіях, включаючи картографічні матеріали, може бути завантажена з Національної історико-географічної інформаційної системи.

## Зведена інформація
| Округ                                        | Число вільних білих чол. молод. 10 років | — ,, — у віці 10—16 років | — ,, - у віці 16—26 років | — ,, - у віці 26—45 років | — ,, - старших 45 років | Число вільних білих жін. молод. 10 років | — ,, - у віці 10—16 | — ,, - у віці 16—26 | — ,, - у віці 26—45 | — ,, - старших 45 років | Всі інші вільні люди | Число рабів | Усього    |
| -------------------------------------------- | ---------------------------------------- | ------------------------- | ------------------------- | ------------------------- | ----------------------- | ---------------------------------------- | ------------------- | ------------------- | ------------------- | ----------------------- | -------------------- | ----------- | --------- |
| Нью-Гемпшир                                  | 30694                                    | 14881                     | 16379                     | 17589                     | 11715                   | 29871                                    | 14193               | 17153               | 18381               | 12142                   | 852                  | 8           | 183 858   |
| Массачусетс                                  | 63646                                    | 32507                     | 37905                     | 39729                     | 31348                   | 60920                                    | 30674               | 40491               | 43833               | 35340                   | 6452                 | -           | 422 845   |
| Мен                                          | 27970                                    | 12305                     | 12900                     | 15318                     | 8339                    | 26899                                    | 11338               | 13295               | 14496               | 8041                    | 818                  | -           | 151 719   |
| Коннектикут                                  | 37946                                    | 19408                     | 21683                     | 23180                     | 18976                   | 35736                                    | 18218               | 23561               | 25186               | 20827                   | 5330                 | 951         | 251 002   |
| Вермонт                                      | 29420                                    | 12046                     | 13242                     | 16544                     | 8076                    | 28272                                    | 11366               | 12606               | 15287               | 7049                    | 557                  | -           | 154 465   |
| Род-Айленд                                   | 9945                                     | 5352                      | 5889                      | 5785                      | 4887                    | 9524                                     | 5026                | 6463                | 6919                | 5648                    | 3304                 | 380         | 69 122    |
| Нью-Йорк                                     | 83161                                    | 36953                     | 40045                     | 52454                     | 25497                   | 79154                                    | 32822               | 39086               | 47710               | 23161                   | 8573                 | 15602       | 484 065   |
| Додаткові результати по Нью-Йорку            | 16936                                    | 7320                      | 9230                      | 9140                      | 6358                    | 16319                                    | 6649                | 9030                | 8701                | 5490                    | 1801                 | 5011        | 101 985   |
| Нью-Джерсі                                   | 33900                                    | 15859                     | 16301                     | 19956                     | 12629                   | 32622                                    | 14827               | 17018               | 19533               | 11600                   | 4402                 | 12422       | 211 149   |
| Східна Пенсільванія                          | 52767                                    | 24438                     | 29393                     | 33864                     | 20824                   | 51176                                    | 23427               | 29879               | 30892               | 19329                   | 11253                | 557         | 327 979   |
| Західна Пенсильванія                         | 50459                                    | 21623                     | 24869                     | 25469                     | 17761                   | 48448                                    | 20362               | 24095               | 22954               | 14066                   | 3311                 | 1149        | 274 566   |
| Делавер                                      | 8250                                     | 4437                      | 5121                      | 5012                      | 2213                    | 7628                                     | 4277                | 5543                | 4981                | 2390                    | 8268                 | 6153        | 64 273    |
| Меріленд                                     | 33520                                    | 16581                     | 20560                     | 22169                     | 12617                   | 32463                                    | 15718               | 21506               | 20363               | 11240                   | 18646                | 102 465     | 317 348   |
| Додаткові результати по округу Балтімор      | 567                                      | 226                       | 318                       | 343                       | 249                     | 517                                      | 222                 | 375                 | 318                 | 199                     | 41                   | 847         | 4276      |
| Східна Вірджинія                             | 57837                                    | 25998                     | 32444                     | 34588                     | 19087                   | 54597                                    | 25469               | 34807               | 32641               | 18821                   | 13194                | 322 199     | 676 682   |
| Західна Вірджинія                            | 34601                                    | 14502                     | 16264                     | 15674                     | 11134                   | 32726                                    | 13366               | 15923               | 3632                | 15169                   | 1930                 | 23597       | 203 518   |
| Округ Колумбія                               | 889                                      | 320                       | 483                       | 557                       | 221                     | 670                                      | 313                 | 479                 | 473                 | 189                     | 383                  | 1172        | 5949      |
| Північна Кароліна                            | 63118                                    | 27073                     | 31560                     | 31209                     | 18688                   | 59074                                    | 25874               | 32989               | 30665               | 17514                   | 7043                 | 133 296     | 478 103   |
| Південна Кароліна                            | 37411                                    | 16156                     | 17761                     | 19344                     | 10244                   | 34664                                    | 15857               | 18145               | 17236               | 9437                    | 3185                 | 146 151     | 345 591   |
| Джорджія                                     | 19841                                    | 8469                      | 9787                      | 10914                     | 4957                    | 18407                                    | 7914                | 9243                | 8835                | 3894                    | 1919                 | 59699       | 162 686   |
| Кентуккі                                     | 37274                                    | 14045                     | 15705                     | 17699                     | 9238                    | 34949                                    | 13433               | 15524               | 14934               | 7075                    | 741                  | 40343       | 220 959   |
| Територія на північний захід від річки Огайо | 9362                                     | 3647                      | 4636                      | 4833                      | 1955                    | 8644                                     | 3353                | 3861                | 3342                | 1395                    | 337                  | -           | 45 365    |
| Територія Індіана                            | 854                                      | 347                       | 466                       | 645                       | 262                     | 791                                      | 280                 | 424                 | 393                 | 115                     | 163                  | 135         | 5 641 a   |
| Територія річки Міссісіпі                    | 999                                      | 356                       | 482                       | 780                       | 290                     | 953                                      | 376                 | 352                 | 462                 | 165                     | 182                  | 3489        | 8850      |
| Первісна загальна інформація                 | 741 367                                  | 334 849                   | 383 423                   | 422 795                   | 257 526                 | 705 024                                  | 315 354             | 391 848             | 392 167             | 250 296                 | 102 685              | 875 626     | 5 172 312 |
| Теннессі b                                   | 19227                                    | 7194                      | 8282                      | 8352                      | 4125                    | 18450                                    | 7042                | 8554                | 6992                | 3491                    | 309                  | 13584       | 105 602   |
| Меріленд (виправлена) c                      | 36751                                    | 17743                     | 21929                     | 23553                     | 13712                   | 34703                                    | 16787               | 22915               | 21725               | 12180                   | 19987                | 107 707     | 349 692   |
| Остаточна загальна інформація                | 763 288                                  | 142 979                   | 392 765                   | 432 979                   | 262 497                 | 725 197                                  | 323 243             | 401 436             | 400 203             | 254 524                 | 104 294              | 893 605     | 5 305 982 |

a Було додано 766 пунктів у ці результати.
b Ці дані були отримані пізніше.
c Ці дані також були отримані пізніше і вважаються точнішими ніж перші.